# Bob Daily
Bob Daily es un productor de televisión y guionista norteamericano. Es conocido por ser el productor ejecutivo de Desperate Housewives. Según Marc Cherry este es su mano derecha. Daily se  graduó del Carleton College en 1982 con una especialización en literatura.
La carrera de Bob Daily comenzó al escribir la famosa serie de dibujos animados del canal Nickelodeon llamada Rugrats en los años noventa.
También tuvo activa participación en la serie Frasier en 1999. Al terminar esta se unió junto con sus compañeros Joe Keenan y Christopher Lloyd para realizar la coproducción de la serie Out of practise.
En la serie de las desesperadas ha intervenido en algunos episodios clave como el primero de la cuarta temporada y su participación se hizo notoria al escribir varios de los capítulos de la sexta en reemplazo del escritor Keenan que dejó la serie durante la quinta.